# Chet Baker
Chesney Henry Baker, Jr. (23. prosinca 1929. − 13. svibnja 1988.), poznatiji kao Chet Baker, bio je američki jazz trubač i vokalist.
Privukao je mnogo pozornosti i zaradio hvale kritičara tijekom 1950-ih, posebno za albume na kojima pjeva (Chet Baker Sings, It Could Happen to You). Njegova glazba, predstavnica stila cool jazz (West Coast jazz 1950-ih godina), uvijek je povezana s intimističkom baladom, koja je poetična i nježna u instrumentalnom i vokalnom aspektu; Bakerov način sviranja trube odiše jednakom suptilnošću i mirnoćom kao i njegov glas.
Jazz povjesničar, David Gelly, opisao je Bakerov početak karijere kao "James Dean, Sinatra, and Bix, u jednom." Zbog zlouporabe droga, Baker je boravio u zatvoru, te je imao zdravstvenih poteškoća, ali je uživao u preporodu karijere u kasnim 1970-im i 1980-im godinama. Taj period njegove karijere, koji je ostvario u Europi, bio je najproduktivniji, ali nijedna snimka nije došla do šire publike, jer su bile raširene po mnogim, uglavnom manjim europskim izdavačima. Mnoge od tih kasnijih snimki, kritičari su dobro primili i ocijenili da se radi o njegovom najzrelijem razdoblju.

## Vanjske poveznice
- (engl.) Chet Baker Foundation  Arhivirana inačica izvorne stranice od 9. studenoga 2013. (Wayback Machine)

|  | Zajednički poslužitelj ima još gradiva o temi Chet Baker |